# I LOVE YOU (尾崎豊の曲)
「I LOVE YOU」（アイ ラブ ユー）は、日本のシンガーソングライターである尾崎豊の楽曲。
1991年3月21日にCBS・ソニーから11枚目のシングルとしてリリースされた。作詞・作曲はおよびプロデュースは尾崎が担当しており、前作『永遠の胸』（1991年）から2か月ぶりのリリースとなった。元々は1枚目のアルバム『十七歳の地図』（1983年）の収録曲であり、アルバムリリースから8年後に改めてリカットされる事となった。
ピアノ演奏をメインとした若い男女の切ない恋愛をテーマとしたバラードソング。アルバム『十七歳の地図』制作中に曲数が不足したため、プロデューサーの須藤晃から依頼されて尾崎が1日もしくは2日で完成させた楽曲。1991年のシングル盤のジャケットは尾崎および田島照久が担当している。
オリコンチャートでは最高位第5位であったが売り上げ枚数は48.4万枚となり、生前の尾崎のシングルとしては最大の売り上げ枚数となった。生前のライブではほぼ欠かさず演奏されており、またアンコールとして終盤に演奏される事が多かった。JR東海「ファイト! エクスプレス」を始めとして様々なコマーシャルソングとして使用された。後に宇多田ヒカルやコブクロ、玉置浩二などの著名なミュージシャンによってカバーされている。

## 背景
本作は尾崎のファースト・アルバム『十七歳の地図』（1983年）の収録曲であったが、以下にシングルとしてリリースされるまでの経緯を記載する。
アルバム『誕生』（1990年）リリース直後、尾崎は所属事務所である「ロード&スカイ」が金儲けのために自身を利用しているとの猜疑心から同事務所を退所する事となった。尾崎は事務所代表の高橋信彦に対して退所を告げると同時に独立して新たな事務所を共に設立する案を提示したが、高橋は取材など一部の仕事のみで尾崎に関与していたため疑心暗鬼の対象となっておらず、深く関与すれば高橋自身も同様の立場になると考え尾崎の提案を拒否した。
1990年12月19日に尾崎は個人事務所「アイソトープ」を設立。自らが代表取締役となり、コンサートツアーのブッキングやバンドメンバーの選定に当たるようになった。個人事務所の設立には文芸・音楽誌『月刊カドカワ』編集長であった見城徹も深く関与しており、雑誌の編集長としての範疇を超えて協力していたため編集部に発覚すれば立場を追われるほどの協力体制となっていた。事務所設立後に尾崎は仕事場を借り、そこへの引っ越しを行っている。
1991年2月28日には角川書店より初の小説集『普通の愛』（ISBN 9784041867013）を出版。この時期の尾崎は音楽家、レコーディング・プロデューサー、事務所社長、小説家など多彩な活動のために多忙な日々を送っていた。アルバム『誕生』を受けてのコンサートツアーは「ロード&スカイ」所属時に仮決定されていたが、尾崎がツアーの実施を拒否したため事務所側は仮予約してあった会場をキャンセルするなど対応に追われた。そのため事務所退所後にはコンサートツアーは全て白紙に戻されていた状態であった。改めてブッキングを行うも、尾崎のコンサートツアーは過去幾度も中断やキャンセルが発生していた事や、事務に不慣れなミュージシャン自身が社長である事などからイベンターから敬遠されていた。

## 録音、制作
1982年にCBS・ソニー主催の「SDオーディション」に合格した尾崎は、プロデューサーである須藤晃の指示によって「十七歳の地図」（1984年）を制作し、同曲の歌詞に感嘆した須藤からレコーディング開始を告げられる事となった。レコーディングも終盤に差し掛かった時、須藤は尾崎に対して「曲が足りないからバラードを書いてきて」と要請、尾崎は「バラードということはやっぱり、ラブソングのほうがいいんですかねえ」と返答した。出来なければアルバムは9曲でリリースするという須藤の言葉に対し、尾崎はその場で「あ、良い曲あります。『I LOVE YOU〜♪』って感じの曲なんですけど」と返答し、須藤も「うん、いいじゃない。そういう感じで書いてきてくれる」とのやり取りが行われた。尾崎が口ずさんだメロディーに対してその場でアレンジャーの西本明がコードを合わせて演奏、その翌日もしくは翌々日に尾崎は歌詞を完成させた。その後1983年10月1日にソニー信濃町スタジオにて歌入れが行われた。
本作は元々制作してあった曲ではなく、その場で即興で口ずさんだ可能性が高いと須藤は指摘、「もともとあった曲なら、それ以前にテープで渡してるはずだし。曲作りをしていたときに、大学ノートの歌詞を見ながら、その場で僕に歌って聞かせたのと似た感じだったんじゃないだろうか」と述べている。須藤は当時高校三年生であった尾崎が大人のビジネスに巻き込まれた結果、咄嗟についた嘘だった可能性があるとも推測している。また尾崎は歌詞に英語をなるべく使用しないと宣言していたが、本作はタイトルからして急場しのぎで作ったような感じがあると須藤は述べ、「でも急場しのぎって、すごくいいものができる。つまり、結局そこに実力が出ちゃうからなんだ。前々から用意したものっていうのは、その人の音楽的なイヤらしいクセとかも出ちゃうのね」とも述べている。また、アルバム『十七歳の地図』において最後にレコーディングが行われたのが本作であると須藤は断言している。その他、本作のイントロ部分は西本が制作している。

## 音楽性と歌詞
本作に関して須藤は、尾崎が『十七歳の地図』のレコーディングを通して、自身の中で音楽的要素が整理されていく中で制作した曲ではないかと推測している。須藤は尾崎は吸収力があったと述べ、自身はギターのみで作曲していたがキーボードが入ってバンド形式となった時に、どんな形で音が構築されていくのかをレコーディング中の2～3週間で学び本作を制作したのではないかと須藤は述べている。須藤は本作はアマチュアっぽさがなく、楽曲としてスタンダードになり得る完成度であった事から流行歌になったと総括している。須藤は自身にとって尾崎の代表曲は「卒業」（1985年）であると述べたが、世間一般的には本作であり、後にリリースされ尾崎最大のヒット曲となった「OH MY LITTLE GIRL」（1994年）と比較しても本作は制作当初から評価が高かったと述べている。
本作は恋愛関係にある男女の幸福を描いた曲であるにも拘わらず、「とてつもなく哀しく聞こえる」と須藤は述べている。須藤はこの事について尾崎と議論を重ね、「人の命には、限りがあるからではないか」という結論に辿り着いた。須藤は歌詞中の「若すぎる二人の愛には触れられぬ秘密がある」という箇所の解釈として、若すぎる為に生活力もなく、二人で暮らす事を社会が認めてくれない事が「秘密」であると述べている。須藤は現実的に生きる力がない事を箱の中にいる子猫のイメージに例えた尾崎の詩人としての才能を称賛し、本作には決して一つになれないという10代の恋愛が持つ哀しさが全て融合されていると述べた他、本作がその後ライブなどで歌唱された際にも17歳の尾崎の瑞々しさを失わなかった理由として、「ラブソングの持つ永遠の魅力を、表現しきったからだと思う」と述べている。
音楽情報サイト『CDジャーナル』では、本作が結婚式の定番曲になっている事を指摘し、歌詞が「純粋で刹那的」である事から18歳で制作されたとは思えないと述べ、「しっとりと情熱的に歌われており、色褪せない永遠のラヴ・ソング」であると評価した。著書『放熱の行方』においてノンフィクション作家である吉岡忍は、本作を「きれいだが、悲しみに満ちた歌」であると指摘し、「まぶしさの前で立ち止まり、そのまぶしさの裏側に隠されているのもを必死で探し当てようとしている姿がある」と述べている。

## リリース
1991年3月21日にCBSソニーより8センチCDおよびカセットテープの2形態でリリースされた。元々は尾崎のファースト・アルバムである『十七歳の地図』（1983年）の収録曲であったが、制作当時はレコード会社からの評価が低く、シングル化は検討されなかった。その後アルバムリリースから8年の歳月を経て、JR東海のコマーシャルソングとしてのタイアップと同時に初めてシングル曲としてリリースされる事となった。カップリングには2枚目のアルバム『回帰線』（1985年）の4曲目に収録されていた「ダンスホール」が収録された。
1996年10月21日にはNTTのコマーシャルソングとして使用され、プロモーション用として1曲入りの8センチCDとして再リリースされた。また、2001年9月12日にジャケット・カップリング曲を一新し、マキシシングルとして再リリースされ、日清食品のコマーシャルソングとして使用された。カップリングには1991年8月27日の郡山市民文化センターでの同曲ライブバージョンが収録された。

## チャート成績、受容
本作はオリコンシングルチャートにおいて最高位第5位の登場週数45回、売り上げ枚数は48.4万枚となり、当時の尾崎のシングルとしては最大の売り上げ枚数となった。本作の売り上げ枚数は尾崎のシングル売上ランキングにおいて第2位となっている。2001年盤は最高位第45位、登場回数2回、売り上げ枚数は0.7万枚となった。2022年に実施されたねとらぼ調査隊による尾崎の楽曲人気ランキングにおいては第4位、2023年に実施された同ランキングでは第5位となった。
また、本作は2004年に教育芸術社が発行する高等学校の音楽教科書に掲載されている。

## ミュージック・ビデオ
本作のミュージック・ビデオは、ビデオクリップ集『6 PIECES OF STORY』（1986年）に初収録された。ビデオの内容は、1985年11月14日の代々木オリンピックプール第一体育館でのライブ音源を元に、独房のような場所で尾崎がたたずみ、転げ回り不気味に笑うなど狂ったような様子を映したものが収録されている。このビデオが制作された時点では本作はシングルカットされていなかったが、監督を手掛けた佐藤輝は独自の判断でビデオ制作に踏み切った。ビデオ内での設定は牢獄のような病室であり、佐藤は立ち位置以外は尾崎に指示を出さずに撮影が行われた。尾崎はスタートの合図と共に涙を流しながら周辺をのた打ち回る演技をしたが、カットの合図と共に「お疲れ様でした」と普通の表情に戻っていたという。
1996年10月21日には1991年8月27日に行われた郡山市民文化センター公演におけるライブ映像を使用した新たなミュージック・ビデオがシングルビデオとして発売されている。その後はこのビデオが正式なものとして統一され、『6 PIECES OF STORY』に収録されたバージョンは使用される事はほぼ無い状態となった。
2018年4月25日に発売された10 PIECES OF STORYには、新たなミュージックビデオが制作されている。

## ライブ・パフォーマンス
1984年3月15日の新宿ルイードでのデビューライブで演奏され、その後のライブにおいてほぼ欠かさず演奏されており、アレンジもスタジオ録音版と大きく変わることはなかった。ライブでは本作のイントロが始まると同時に会場が静まり返っていたという。また、ほぼ全ての公演においてアンコールとして終盤に演奏されている。演奏の曲順はデビューライブにおいて6曲目、「6大都市ライブハウス・ツアー」においては2回目のアンコールとして18曲目、「FIRST LIVE CONCERT TOUR」において1回目のアンコールとして19曲目、「"TROPIC OF GRADUATION" ツアー」において2回目のアンコールとして17曲目、「"LAST TEENAGE APPEARANCE" ツアー」においては2回目のアンコールとして19曲目、「"TREES LINING A STREET" ツアー」においては8曲目、東京ドーム公演「"LIVE CORE" 復活ライブ」においては1回目のアンコールとして24曲目、「TOUR 1991 BIRTH」においては2回目のアンコールとして22曲目、「"BIRTH" スタジアム・ツアー <THE DAY>」においては1回目のアンコールとして18曲目に演奏された。
「LAST TEENAGE APPEARANCE TOUR」の新潟県民会館公演において、尾崎と同時に客席から聴衆の歌う声が大きく響いたため、尾崎自身が「俺の歌なんだから、歌うな!」と叫び、歌うのをやめ舞台袖に引き返した事がある。

## メディアでの使用
映画
- ホットロード（2014年） - 特別映像に使用される。

テレビドラマ
- 北の国から'87 初恋（1987年） - 本作が初めてメディアで使用された作品。放送の翌日に全国のレコード店にてアルバム『十七歳の地図』が売り切れる現象が発生した。
- 家族狩り（2014年） - 劇中人物が口ずさむ歌として使用された。

CM
- JR東海「ファイト! エクスプレス」（1991年） - 春の新幹線キャンペーンとしてのタイアップ。CM中では高校を卒業し親と離れ上京する青年の横顔のシーンに本作が使用された。
- NTT「グリーティングコール」（1996年） - 女優の松尾れい子が出演している。
- 日清食品「カップヌードル」（2001年） - 女優の上戸彩が出演している。
- ダイハツ・タントカスタム（2005年） - 河口恭吾、中島美嘉によるカバーを使用。
- KDDI・音楽配信サービス「LISMO」（2009年） - 初めて尾崎豊自身の映像がCMに使用される。
- ANA（2010年） - 尾崎の息子である尾崎裕哉のカバーを使用。
- ダイドーブレンドコーヒー（2010年） - コブクロによるカバーを使用。

## カバー

### 日本語バージョン
| 歌手名                           | 年     | 収録作品                                                                                 | 編曲                                      | 備考 | 出典                 |
| -------------------------------- | ------ | ---------------------------------------------------------------------------------------- | ----------------------------------------- | --- | -------------------- |
| 絢香                             | 2007年 | フジテレビ系音楽番組『MUSIC FAIR21』                                                     |                                           | 2007年3月3日放送、番組内でのカバー                                                                                  |                      |
| Infinix & Voices （Infinix）     | 2012年 | 『尾崎豊が教えてくれたこと〜YUTAKA OZAKI BALLAD COVERS〜』                               | Infinix                                   | 2012年12月5日リリース                                                                                               |                      |
| 宇多田ヒカル                     | 2000年 | トリビュート・アルバム『"BLUE" A TRIBUTE TO YUTAKA OZAKI』                               | GOH HOTODA                                | ライブでのカバー ライブ時の音源を使用したリミックスバージョンが 2004年3月24日リリースのトリビュート・アルバムに収録 | [ 38 ]               |
| EXILE ATSUSHI                    | 2009年 | TBS系テレビ番組『EXH〜EXILE HOUSE〜』                                                    |                                           | 2009年5月16日放送、番組内でのカバー                                                                                 |                      |
| EXILE ATSUSHI                    | 2019年 | 『第61回 輝く! 日本レコード大賞』                                                        |                                           | 2019年12月30日放送、番組内でのカバー                                                                                | [ 39 ] [ 40 ] [ 41 ] |
| 岡幸二郎                         | 2005年 | アルバム『LOVE COLLECTION』                                                              | 丸山和範                                  | 2005年6月22日リリース                                                                                               |                      |
| 大倉忠義                         | 2013年 | ニッポン放送系ラジオ番組『関ジャニ∞大倉忠義 日曜日好っきゃねん』                         |                                           | 2013年9月15日放送、番組内でのカバー                                                                                 |                      |
| 岡野昭仁（ポルノグラフィティ）   | 2008年 | ラジオ番組『ポルノグラフィティ岡野昭仁のオールナイトニッポン』                           |                                           | 2008年12月27日放送、番組内でのカバー                                                                                |                      |
| 尾崎裕哉                         | 2023年 | EP『I LOVE YOU』                                                                         | トミオヨウ                                | 2023年4月5日リリース 尾崎豊の息子によるカバー                                                                       | [ 42 ] [ 43 ]        |
| 小田和正                         | 2006年 | TBS系音楽番組『クリスマスの約束2006』                                                    |                                           | 2006年12月28日放送、番組内でのカバー                                                                                |                      |
| 男気レゲエ組                     | 2011年 | アルバム『絆レゲエ 〜明日に向かって歌え!〜』                                             |                                           | 2011年12月21日リリース                                                                                              |                      |
| 加藤登紀子                       | 2008年 | アルバム『SONGS うたが街に流れていた』                                                   | 島健                                      | 2008年5月7日リリース                                                                                                | [ 44 ]               |
| 甲斐よしひろ                     | 2008年 | アルバム『TEN STORIES 2』                                                                | 西村智彦                                  | 2008年2月20日リリース                                                                                               | [ 45 ]               |
| KARIN                            | 2009年 | シングル「SING 4 U」カップリング                                                         |                                           | 2009年5月15日リリース                                                                                               |                      |
| 河口恭吾                         | 2006年 | アルバム『I LOVE YOU 〜singles〜』                                                       | Tomi Yo                                   | 2006年2月22日リリース                                                                                               |                      |
| 河村隆一                         | 2007年 | アルバム『evergreen anniversary edition』                                                |                                           | 2007年12月5日リリース                                                                                               | [ 46 ]               |
| 清木場俊介                       | 2011年 | DVD『ドキュメンタリー・ミュージックビデオ 宇部三部作 完全版』                            |                                           | ライブでのカバー DVDは2011年5月25日リリース                                                                         | [ 47 ]               |
| 清貴                             | 2018年 |                                                                                          |                                           | ライブでのカバー |                      |
| 鬼龍院翔                         | 2017年 | 『オニカバー90's』                                                                       | 鬼龍院翔                                  | 2017年5月24日発売。                                                                                                 |                      |
| 桑田佳祐（サザンオールスターズ） | 2012年 | TOKYO FM系ラジオ番組『桑田佳祐のめでたい夜遊び 〜“歳越し”バースデースペシャル〜』        |                                           | 2012年2月25日放送                                                                                                   |                      |
| 桑田佳祐（サザンオールスターズ） | 2013年 | ライブ・ビデオ『昭和八十八年度! 第二回ひとり紅白歌合戦』                                 |                                           | AAAイベントライブでのカバー                                                                                         | [ 48 ]               |
| 香寿たつき                       | 2018年 | アルバム『Gladiolus』                                                                    |                                           | 2018年1月31日リリース                                                                                               |                      |
| 小林直己                         | 2012年 | JFN系ラジオ番組『EXILE EX-PRESS』                                                        |                                           | 番組内でのカバー |                      |
| コブクロ                         | 2010年 | アルバム『ALL COVERS BEST』                                                              | コブクロ                                  | ライブでのカバー 後に2010年8月25日リリースのアルバムに収録                                                          | [ 49 ] [ 50 ]        |
| 酒匂ミユキ                       | 2003年 | アルバム『MAN〜女が唄う男達のバラード〜』                                                |                                           | 2003年2月14日リリース                                                                                               |                      |
| 沢田知可子                       | 1993年 | アルバム『UTATANE』                                                                      |                                           | 1993年4月14日リリース                                                                                               |                      |
| さわち美欧                       | 2005年 | アルバム『モン・レーヴ〜私の夢』                                                         |                                           | 2005年2月23日リリース                                                                                               |                      |
| 姿月あさと                       | 2001年 | アルバム『シンフォニック・アルバム』                                                     | 藤原いくろう                              | 2001年5月23日リリース                                                                                               |                      |
| 島谷ひとみ                       | 2010年 | アルバム『男歌II〜20世紀ノスタルジア〜』                                                 | 江上浩太郎                                | 2010年1月27日リリース                                                                                               | [ 51 ]               |
| 姜暁艶（ジャン・ショウイェン）   | 2010年 | アルバム『心恋〜LOVE〜』                                                                 |                                           | 2010年9月30日リリース                                                                                               |                      |
| Deadline                         | 2010年 | アルバム『PUNK IT! TOKYO Vol.2』                                                         |                                           | 2010年3月3日リリース                                                                                                | [ 52 ]               |
| 高山みなみ                       | 1994年 | テレビアニメ『カラオケ戦士マイク次郎』                                                   |                                           | 番組内でカバー | [ 53 ]               |
| 玉置浩二                         | 2014年 | アルバム『群像の星』                                                                     |                                           | 2014年12月3日リリース                                                                                               | [ 54 ] [ 55 ]        |
| D-LITE (from BIGBANG)            | 2013年 | シングル「I LOVE YOU」                                                                   | 亀田誠治                                  | 2013年7月31日リリース UULAオリジナルドラマ『I LOVE YOU』主題歌 アルバム『D'slove』（2014年）収録                    | [ 57 ]               |
| 堂本剛 (KinKi Kids)              | 1996年 | ライブ・ビデオ『KinKi Kids'96』                                                          |                                           | ライブでのカバー |                      |
| 堂本剛 (KinKi Kids)              | 2013年 | アルバム『カバ』                                                                         | 十川ともじ                                | 2013年5月8日リリース                                                                                                | [ 58 ]               |
| Toshl                            | 2018年 | アルバム『IM A SINGER』                                                                  | 川口大輔                                  | 2018年11月28日リリース                                                                                              | [ 59 ] [ 60 ] [ 61 ] |
| 中島美嘉                         | 2007年 | シングル「見えない星」カップリング                                                       | Tomi Yo                                   | 2007年2月21日リリース                                                                                               | [ 62 ]               |
| 中西保志                         | 2007年 | アルバム『Standards2』                                                                   |                                           | 2007年11月7日リリース                                                                                               |                      |
| 中森明菜                         | 2009年 | アルバム『フォーク・ソング2 〜歌姫哀翔歌』                                               | 鳥山雄司                                  | 2009年7月29日リリース                                                                                               | [ 63 ]               |
| 成田剣                           | 2004年 | トークCD『剣の舞』                                                                       |                                           | 2004年9月24日リリース                                                                                               |                      |
| 畑儀文                           | 2001年 | アルバム『シクラメンのかほり〜新しい日本のうた』                                         |                                           | 2001年1月20日リリース                                                                                               |                      |
| 飛蘭                             | 2014年 | アルバム『FAYvorite』                                                                    | 菊谷知樹                                  | 2014年3月26日リリース                                                                                               | [ 64 ] [ 65 ]        |
| 福山雅治                         | 2011年 | ニッポン放送系ラジオ番組『福山雅治のオールナイトニッポンサタデースペシャル・魂のラジオ』 |                                           | 2011年2月20日放送、番組内でのカバー                                                                                 |                      |
| 布施明                           | 2008年 | アルバム『Ballade』                                                                      |                                           | 2008年9月10日リリース                                                                                               | [ 66 ]               |
| 本田美奈子.                      | 2006年 | アルバム『I LOVE YOU』                                                                   | DJ SOMA & HITOSHI HARUKAWA for GROW SOUND | 2006年3月29日リリース                                                                                               |                      |
| 美吉田月                         | 2007年 | アルバム『pure flavor #1〜color of love〜』                                              |                                           | 2007年8月22日リリース                                                                                               |                      |
| メイダニ                         | 2013年 | アルバム『Respect of Yutaka Ozaki』                                                      |                                           | 2013年11月29日リリース 映画『シェリー』（2014年）挿入歌として使用                                                   | [ 67 ]               |
| 桃井かおり                       | 1993年 | アルバム『More Standard』                                                                |                                           | 1993年10月21日リリース                                                                                              |                      |
| 森進一                           | 2009年 | アルバム『Love Music』                                                                   | 鈴木豪                                    | 2009年11月25日リリース                                                                                              | [ 68 ]               |
| 未涼亜希                         | 2011年 | アルバム『14 COVERS TAKARAZUKA OTOKOUTA』                                                | 斉藤恒芳                                  | 2011年3月16日リリース                                                                                               |                      |
| 和央ようか                       | 2015年 | アルバム『麗人 REIJIN』                                                                  | 三枝伸太郎                                | 2015年1月21日リリース                                                                                               | [ 69 ] [ 70 ]        |

### 英語バージョン
- デス・ダイアー - オムニバス・アルバム『英語バージョンで聴く-R30 Sweet J-pops Vocalist名曲集』（2007年）に収録。
- デビー・ギブソン - カバー・アルバム『Ms. Vocalist』（2010年）に収録[71][72]。同年11月27日放送のフジテレビ系音楽番組『ミュージックフェア』（1964年 - ）ではシンガーソングライターのJUJUとデュエットしている[73]。
- BENI - カバー・アルバム『COVERS:2』（2012年）に収録[74]。

### 韓国語バージョン
- コン・ユ - ファンミーティング「REMEMBER YOO 2007」にて歌唱[75]。
- Zero - シングル「あなたがいてくれるから (type Blue)」（2012年）のカップリング曲として収録。
- ソニン - シングル「ジグソーパズル」（2004年）のカップリング曲として収録[76][77]。
- POSITION（朝鮮語版） - カバー・アルバム『I love you...』（2004年）に収録。

### 中国語バージョン
- アーロン・クォック（郭富城） - 北京語バージョン、アルバム『到底有誰能够告訴我』（1991年）に収録。
- 許元成（中国語版） - 台湾語バージョン、アルバム『原諒我愛你』（1996年）に収録。
- 陳偉聯（中国語版） - 北京語バージョン、アルバム『i 偉聯』（2007年）に収録。

### タガログ語バージョン
- テッド伊藤 - アルバム『Hello My Dear』（1995年）に収録。

## シングル収録曲
全作詞・作曲: 尾崎豊、全編曲: 西本明。

### オリジナル盤
| #         | タイトル                     | 作詞 | 作曲・編曲 | 時間 |
| --------- | ---------------------------- | ---- | ---------- | ---- |
| 1.        | 「I LOVE YOU」               |      |            | 4:18 |
| 2.        | 「ダンスホール」(DANCE HALL) |      |            | 4:38 |
| 合計時間: | 合計時間:                    | 8:56 |            |      |

### 2001年盤
| #         | タイトル                      | 作詞 | 作曲・編曲 | 時間 |
| --------- | ----------------------------- | ---- | ---------- | ---- |
| 1.        | 「I LOVE YOU」                |      |            | 4:20 |
| 2.        | 「I LOVE YOU (LIVE VERSION)」 |      |            | 4:31 |
| 合計時間: | 合計時間:                     | 8:51 |            |      |

## スタッフ・クレジット

### 参加ミュージシャン
オリジナル版
- 滝本季延 - ドラム
- 本田達也 - ベース
- 鳥山雄司 - エレクトリックギター
- 西本明 - エレクトリックピアノ、シンセサイザー

「I LOVE YOU （LIVE VERSION）」
- 「Yutaka Ozaki & THE BIRTH TOUR BAND」
  - 尾崎豊 - ボーカル、ギター、ピアノ
  - 西本明 - キーボード
  - 長田進 - ギター
  - 鈴川真樹 - ギター
  - 渡辺茂 - エレクトリックベース
  - 滝本季延 - ドラムス
  - 里村美和 - パーカッション
  - 関誠一郎 - サクソフォーン、キーボード
  - 岩本章子 - コーラス
  - 山根栄子 - コーラス

### スタッフ
オリジナル版（アルバム）
- 須藤晃 - プロデューサー
- 助川健 - レコーディング・エンジニア、ミックス・エンジニア
- 田島照久 - デザイン、アート・ディレクション、写真撮影
- いとうたかし - セカンド・エンジニア
- 大野邦彦 - セカンド・エンジニア
- 村上茂 - プロモーション・スタッフ

オリジナル版（シングル）
- 尾崎豊 - プロデューサー、カバー・パーソナルコンピュータ・アート
- 須藤晃 - ディレクター
- 田島照久 - カバー・パーソナルコンピュータ・アート
- 田島デザイン - カバー・デザイン、アート・ディレクション
- アイソトープ - マネージメント・オフィス

「I LOVE YOU （LIVE VERSION）」
- 尾崎豊 - プロデューサー
- 須藤晃 - コ・プロデューサー
- 諸鍛治辰也 - レコーディング、ミックス・エンジニア
- 笠井鉄平 - マスタリング・エンジニア
- 中沢慎太郎 - アシスタント・ディレクター
- 徳永陽一 - アシスタント・エンジニア
- 田島照久 - アート・ディレクション、デザイン、写真撮影
- アイソトープ - エグゼクティブ・プロデューサー

## リリース履歴
| No. | 日付           | レーベル                     | 規格       | 規格品番  | 最高順位 | 備考                                   |
| --- | -------------- | ---------------------------- | ---------- | --------- | -------- | -------------------------------------- |
| 1   | 1991年3月21日  | CBS・ソニー                  | 8センチCD  | CSDL3248  | 5位      |                                        |
| 2   | 1991年3月21日  | CBS・ソニー                  | CT         | CSSL3248  | 5位      |                                        |
| 3   | 1996年10月21日 | ソニー・ミュージックレコーズ | 8センチCD  | XDDL93136 | -        | プロモーション用、1曲のみ収録          |
| 4   | 2001年9月12日  | ソニー・ミュージックレコーズ | 12センチCD | SRCL5161  | 45位     | ディスクジャケット、カップリング曲変更 |

## 収録アルバム
「I LOVE YOU」
- スタジオ音源
  - 『十七歳の地図』（1983年）
  - 『愛すべきものすべてに』（1996年）
  - 『13/71 - THE BEST SELECTION』（2004年）
  - 『WEDNESDAY 〜LOVE SONG BEST OF YUTAKA OZAKI』（2008年）
  - 『I LOVE YOU〜BALLADE BEST』（2011年）
  - 『ALL TIME BEST』（2013年）

- ライブ音源
  - 『LAST TEENAGE APPEARANCE』（1987年） - 1985年11月15日の代々木オリンピックプール第一体育館でのライブから収録。
  - 『約束の日 Vol.2』（1993年） - 生涯最後のライブとなった1991年10月30日の代々木オリンピックプール第一体育館での公演から収録。
  - 『MISSING BOY』（1997年） - 1987年8月30日の有明コロシアムでのライブから収録。
  - 『ARTERY & VEIN : THE VERY BEST OF YUTAKA OZAKI』（1999年）

「ダンスホール」
- スタジオ音源
  - 『回帰線』（1985年）
  - 『WEDNESDAY 〜LOVE SONG BEST OF YUTAKA OZAKI』（2008年）
  - 『I LOVE YOU〜BALLADE BEST』（2011年）

- ライブ音源
  - 『LAST TEENAGE APPEARANCE』（1987年） - 1985年11月15日の代々木オリンピックプール第一体育館でのライブから収録。
  - 『ARTERY & VEIN : THE VERY BEST OF YUTAKA OZAKI』（1999年）